# Östra Strö distrikt
Östra Strö distrikt är ett distrikt i Eslövs kommun och Skåne län. 
Distriktet ligger sydost om Eslöv. 

## Tidigare administrativ tillhörighet
Distriktet inrättades 2016 och utgörs av socknen Östra Strö i Eslövs kommun.
Området motsvarar den omfattning Östra Strö församling hade vid årsskiftet 1999/2000.